# Erick Elías
Erick Elías (Guadalajara, Jalisco, 1980. június 23. –) mexikói színész.

## Élete
1980. június 23-án született Guadalajarában. 
Karrierje 2003-ban a Telenovella szereplő kerestetik című valóságshow 2. évadjában kezdődött. Társa volt Elizabeth Gutiérrez és William Levy is. Ezután szerepet kapott a Gitanas című telenovellában. 2008-ban elhagyta a Telemundo csatornát és a Televisa-hoz szerződött, ahol megkapta első főszerepét a Tormenta en el Paraíso című telenovellában Sara Maldonado partnereként. 
2010. november 6-án feleségül vette Karla Guindit. 2011. október 26-án megszületett kislánya, Penélope. 2013. augusztus 23-án megszületett második kislánya, Olivia.

## Filmográfia

### Film
| Év   | Eredeti Cím            | Cím | Szerep  |
| ---- | ---------------------- | --- | ------- |
| 2009 | Lluvia de Hamburguesas |     | Doblaje |

### Televízió
| Év        | Eredeti Cím                 | Cím                     | Szerep                    | Magyar hang    |
| --------- | --------------------------- | ----------------------- | ------------------------- | -------------- |
| 2004      | Gitanas                     |                         | Jonás                     |                |
| 2005-2006 | El cuerpo del deseo         | Második élet            | Antonio Domínguez         | Csőre Gábor    |
| 2007      | Zorro, la esplada y la rosa | Zorro                   | Renzo                     | Posta Victor   |
| 2007-2008 | Tormenta en el Paraíso      |                         | Nicolás Bravo             |                |
| 2009      | Locas de amor               |                         | Damián                    |                |
| 2009      | En nombre de amor           | A szerelem nevében      | Gabriel Lizarde           | Molnár Levente |
| 2010      | Niña de mi corazón          |                         | Darío Arrioja Alarcón     |                |
| 2011      | Ni contigo ni sin ti        |                         | Iker Rivas Olmedo         |                |
| 2012-2013 | Porque el amor manda        | Amit a szív diktál      | Rogelio Rivadeneira       | Posta Victor   |
| 2014      | El color de la pasión       | A szenvedély száz színe | Marcelo Escalante Fuentes | Szabó Máté     |
| 2016      | El Hotel de los secretos    | Titkok szállodája       | Júlio Olmedo              | Posta Victor   |

## Fordítás
- Ez a szócikk részben vagy egészben  az   Erick Elías című spanyol Wikipédia-szócikk fordításán alapul.  Az eredeti cikk szerkesztőit annak laptörténete sorolja fel. Ez a jelzés csupán a megfogalmazás eredetét és a szerzői jogokat jelzi, nem szolgál a cikkben szereplő információk forrásmegjelöléseként.